# Reggenza di Pakpak Bharat
La reggenza di Pakpak Bharat (in lingua indonesiana: Kabupaten Pakpak Bharat) è una reggenza dell'Indonesia, situata nella provincia di Sumatra Settentrionale.